# غوغلينغن
غوغلينغن (بالألمانية: Güglingen) هي بلدة، مدينة وبلدة ألمانية تقع في ألمانيا في Regierungsbezirk Stuttgart.[بحاجة لمصدر] يقدر عدد سكانها بـ 6,124 نسمة .

## المدن التوأمة
مدن Auneau ودوركينغ هي مدن توأمة لـغوغلينغن.

## معرض صور

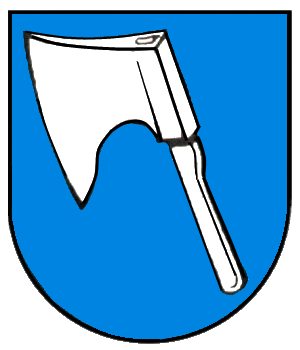
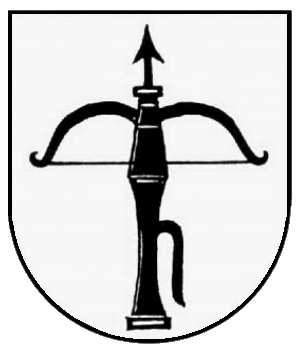

## أعلام
- كارل بنيامين كلونتسنغر